# King Salmon
King Salmon – jednostka osadnicza w Stanach Zjednoczonych o statusie Census-designated place, położona w południowej części stanu Alaska, w okręgu Bristol Bay. Według danych na rok 2010 miasto liczy 374 mieszkańców. Jest siedzibą okręgu Lake and Peninsula.

## Historia
W 1930 roku, rząd Stanów Zjednoczonych zbudował silos dla żeglugi powietrznej w miejscu gdzie obecnie znajduje się miasteczko King Salmon. Na początku II wojny światowej Siły Powietrzne Armii Stanów Zjednoczonych zbudowały wokół silosu bazę powietrzną. Została ona zamknięta w 1993 roku.
W latach 40. i 50. XX wieku, Korpus Inżynieryjny Armii Stanów Zjednoczonych zbudował drogę o długości 25 km (16 mil), łączącą ówczesne zabudowania bazy powietrznej z rzeką Naknek
King Salmon jest obecnie transportowo-usługowym centrum handlu i dostaw ryby Nerki (zwanej także, z powodu ubarwienia, łososiem czerwonym).
King Salmon jest jednym z miejsc, gdzie zainstalowany jest sieciowy system naukowy Super Dual Auroral Radar Network.

## Demografia
Według spisu z 2000 roku w King Salmon mieszkało 442 osób prowadzących 196 gospodarstw domowych, stanowiących 105 rodzin. Gęstość zaludnienia wynosiła wówczas 1,0 osób/km². W mieście zbudowanych było 343 budynków mieszkalnych (średnia gęstość zabudowań mieszkalnych to 0,8 domu/km²).
Spośród 196 gospodarstw domowych:
- 30,1% zamieszkują rodziny z dziećmi poniżej 18. roku życia
- 44,4% stanowią małżeństwa mieszkające razem
- 4,6% stanowią kobiety nie posiadające męża
- 46,4% stanowią osoby samotne

41,3% wszystkich gospodarstw domowych składa się z jednej osoby, a 1,5% żyjących samotnie jest w wieku 65 lat lub starszych. Średnia wielkość gospodarstwa domowego wynosi 2,26, a średnia wielkość rodziny to 3,17.
Średni roczny dochód dla gospodarstwa domowego w King Salmon wynosi 54 375 dolarów, a średni roczny dochód dla rodziny wynosi 64 375 dolarów. Średni roczny dochód mężczyzn to 45 000 dolarów, zaś kobiet to 35 500 dolarów. Dochód roczny na osobę w mieście wynosi 26 755 dolarów. Około 8,8% rodzin, a zarazem 12,4% ludności żyje poniżej granicy ubóstwa, w tym 17,5% osób w wieku poniżej 18 lat i żadna z osób powyżej 65. roku życia.

### Wiek mieszkańców
Podział mieszkańców ze względu na wiek:
- <18 – 26,2%
- 18-24 – 7,0%
- 25-44 – 35,7%
- 45-64 – 28,1%
- >65− 2,9%

Średnia wieku mieszkańców: 38 lat.
Na każde 100 kobiet przypada 122,1 mężczyzn (zaś na 100 kobiet powyżej 18. roku życia przypada 131,2 mężczyzn).

### Rasa mieszkańców
Podział mieszkańców ze względu na rasę:
- rasa biała – 66,29%
- rasa czarna lub Afroamerykanie – 1,13%
- rdzenni mieszkańcy Ameryki – 28,96%
- Azjaci – 0,23% (1 osoba)
- inna rasa – 0,23% (1 osoba)
- ludność dwóch lub więcej ras – 3,17%
- Hiszpanie lub Latynosi – 0,45% (2 osoby)

## Klimat
Według klasyfikacji klimatycznej usystematyzowanej przez Wladimira Köppena, miasto położone jest w klimacie kontynentalnym subarktycznym/borealnym (Dfc). Charakteryzuje się chłodnym i krótkim latem oraz bardzo długą zimą z dłuższym okresem bardzo niskich temperatur i bezchmurnego nieba.
- Najwyższa temperatura w ciągu roku: 31 °C (88 °F)
- Średnia roczna najwyższa temperatura: 5,8 °C (42,4 °F)
- Średnia roczna najniższa temperatura: −3 °C (26,6 °F)
- Najniższa temperatura w ciągu roku: −44 °C (−48 °F)
- Suma opadów w ciągu roku: 493,1 mm
- Suma opadów śniegu w ciągu roku: 40,4 cm
- Średnia liczba deszczowych dni w ciągu roku: 153,7
- Średnia liczba dni z opadami śniegu w ciągu roku: 45,2

## Geografia
Według danych statystycznych U.S. Census Bureau miasto zajmuje powierzchnię 442,8 km², z czego 439,1 km² stanowią lądy, a 3,6 km² (0,82%) to wody.
King Salmon położone 25 km na północ od rzeki Naknek, w pobliżu jeziora Naknek.